# 31938 Nattapong
31938 Nattapong este un asteroid din centura principală de asteroizi.

## Descriere
31938 Nattapong este un asteroid din centura principală de asteroizi. A fost descoperit pe 7 aprilie 2000 la Socorro, New Mexico, în cadrul proiectului LINEAR. Asteroidul prezintă o orbită caracterizată de o semiaxă mare de 2,27 ua, o excentricitate de 0,16 și o înclinație de 3,6° în raport cu ecliptica.